# Echte Karettschildkröte
Die Echte Karettschildkröte (Eretmochelys imbricata) ist ein Vertreter der Meeresschildkröten. Sie ist maximal 90 cm lang und erreicht ein Gewicht von höchstens 75 kg. Die Hornplatten des Panzers dieser Tiere überlappen einander und stellen als echtes Schildpatt die wertvollste Form des begehrten Rohstoffes für Kunstgewerbe und Schmuckgegenstände. Der Kopf der Tiere ist sehr schmal. Die erwachsenen Tiere sind normalerweise schwarz bis dunkelbraun und weisen gelbliche und hellbraune, manchmal auch rötliche Flecken und Binden auf.

## Name
Die deutsche Bezeichnung „Karettschildkröte“ geht über französisch caret (auch karet, carette) auf eine einst auf den Antillen gesprochene indianische Sprache zurück – ob auf die der Taíno oder vielmehr auf die Sprache der Kariben, lässt sich nicht mehr klären. Frz. caret begegnet seit Mitte des 17. Jahrhunderts, zunächst in Expeditionsberichten über die neuerworbenen französischen Kolonien Martinique und Guadeloupe und bezeichnet sowohl das Tier als solches als auch das aus seinem Panzer gewonnene Schildpatt; erstere Bedeutung ist zuerst 1640 in Jacques Boutons Relation de l'establissement des François depuis l'an 1635 en l'isle de la Martinique bezeugt, zweitere 1652 in Mathias Du Puis’ Relation de l'establissement d'une colonie française dans la Gardeloupe, isle de l'Amérique, et des mœurs des sauvages. Etwa zur gleichen Zeit, oder schon zuvor, entlehnten auch die Spanier dieses indianische Wort in der Form carey, das ganz wie frz. caret sowohl die Schildkröte selbst als auch ihr Schildpatt bezeichnet.
Der englische Name Hawksbill sea turtle spielt auf die Ähnlichkeit des Kopfes mit dem eines Greifvogels an. Früher wurde diese Art mit einer anderen verwechselt, die heute im Deutschen (und ähnlich im Niederländischen) den Namen Unechte Karettschildkröte (Caretta caretta) trägt und eher mit den Bastardschildkröten verwandt ist als mit Eretmochelys.

## Unterarten
Von der Echten Karettschildkröte existieren zwei Unterarten:
- Die Pazifische Karettschildkröte (Eretmochelys imbricata bissa) ist insbesondere nördlich von Madagaskar, im Malaiischen Archipel und vor der Nordostküste Australiens heimisch. Sie war früher auch an der Pazifikküste Mexikos verbreitet, ist dort aber extrem selten geworden. Das Vorkommen der Tiere ist häufig an Korallenriffe gebunden, dort finden sich außer Schlüpflingen alle Altersklassen. Man nimmt an, dass diese Art weniger wandert als die anderen Meeresschildkröten. Die Unterart ist daran erkennbar, dass der Carapax bei dieser Art hinten eher abgerundet ist. Der Kiel des Carapax' findet sich durchgängig auf allen Vertebralschilden.[4]
- Die Karibische oder Atlantische Karettschildkröte (Eretmochelys imbricata imbricata) lebt in den Gewässern der Karibik. Das größte Vorkommen liegt bei Mexiko, wo man sie fast in jedem Korallenriff treffen kann. Der Carapax läuft bei dieser Art am hinteren Ende spitz zu. Der Kiel des Carapax' ist nur auf den letzten vier Vertebralschilden feststellbar.

## Lebensweise

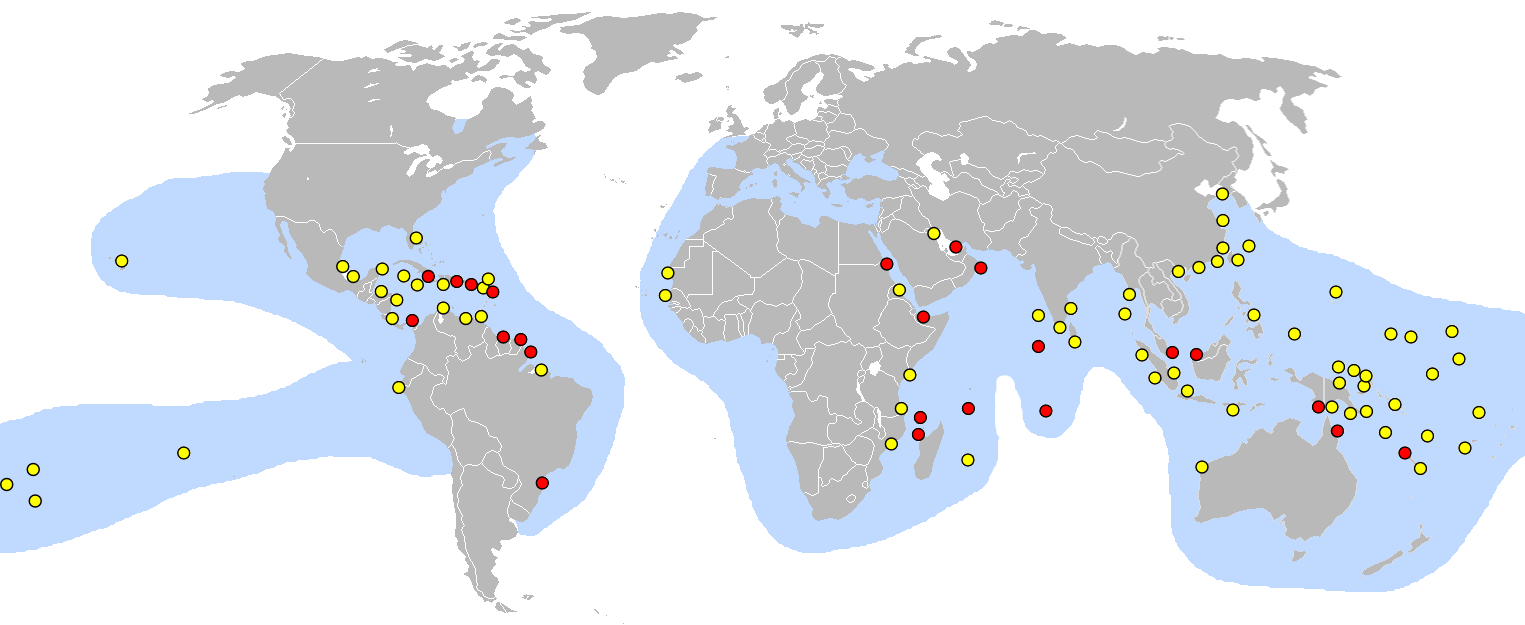
Verbreitungskarte: Rote Punkte stellen für diese Art besonders wichtige Niststrände dar. Die gelben haben für die Art eine geringere Bedeutung

Echte Karettschildkröten findet man sowohl im offenen Ozean als auch in Mangrovensümpfen und Flussmündungen, doch sind ihr Hauptlebensraum wohl klare, seichte Korallenriffe. Ihre Ernährung besteht aus Schwämmen, Rippenquallen und Nesseltieren, darunter auch giftigen Vertretern. Die Pazifische Karettschildkröte verspeist hauptsächlich in den Riffen lebende Schwämme, die sie mit ihren schmalen Kiefern herauspickt. Die Karibische oder Atlantische Karettschildkröte frisst vor allem Weichtiere und Korallenpolypen. Meeresalgen ergänzen den Speiseplan beider Unterarten, wobei Jungtiere noch keine pflanzliche Nahrung aufnehmen. Man schätzt, dass Echte Karettschildkröten 30 bis 40 Jahre alt werden können.

## Fortpflanzung

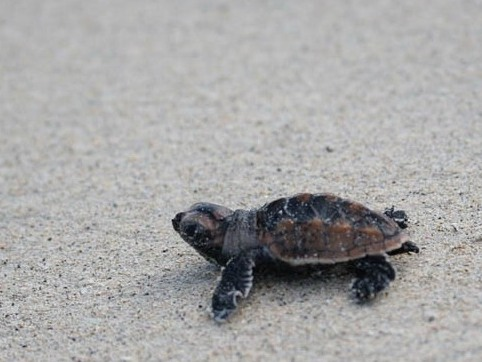
Jungtier

Die Echte Karettschildkröte wird in einem Alter von etwa drei bis 4,5 Jahren geschlechtsreif. Die Paarung der Schildkröten, die ausschließlich im Wasser stattfindet, kann sich über Stunden hinziehen. Die Männchen halten sich dabei mit ihren verlängerten und gebogenen Krallen an den Panzern der Weibchen fest.
Der Zeitpunkt der Eiablage ist unterschiedlich:
- Auf den Andamanen finden die Eiablagen zwischen August und Januar statt
- Auf dem Indischen Festland legen Weibchen das ganze Jahr hindurch Gelege an. Der Höhepunkt liegt jedoch in den Monaten Juni bis Oktober
- An der Ostküste von Sri Lanka kommt es zur Eiablage zwischen April und Juni
- An der Westküste von Sri Lanka werden die Nistgruben dagegen zwischen November und Februar angelegt.
- Auf den Malediven kommt es zu Eiablagen während des ganzen Jahres. Der Höhepunkt fällt hier auf den Monat Dezember.
- Auf den Turtle Islands in der Sulusee.[7]

Die Gelege sind sehr groß und umfassen zwischen 96 und 177 Eier. Die Inkubationszeit bis zum Schlupf der Jungtiere dauert zwischen 57 und 64 Tage.

## Gefährdung

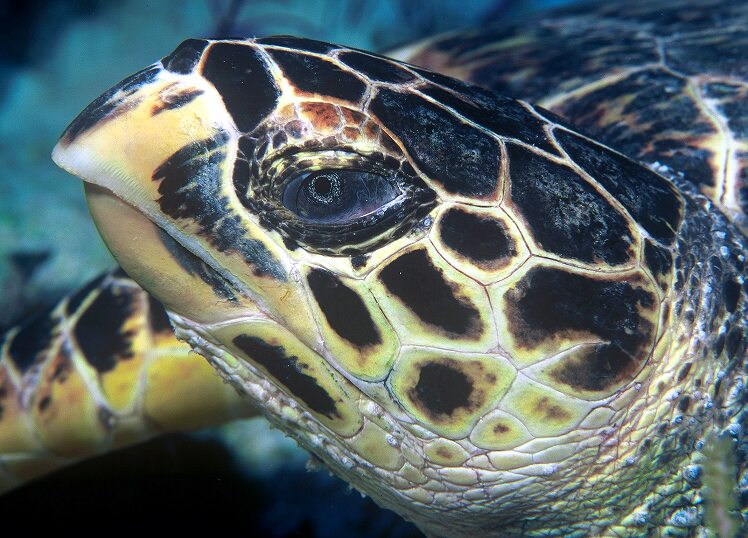
Kopf einer Echten Karettschildkröte

Seit 2008 hat die Weltnaturschutzorganisation IUCN die Echte Karettschildkröte in die Gefährdungskategorie vom Aussterben bedroht (CR = Critically Endangered) eingestuft. Sie sind durch das Washingtoner Artenschutzabkommen international geschützt. Die Population ist jedoch insgesamt rückläufig und die Anzahl ausgewachsener Tiere nimmt weiter ab, insbesondere weil die Verfügbarkeit geeigneter Habitate weiter abnimmt.
Die wichtigsten Gründe für die Gefährdung sind laut IUCN:
- Habitatsverlust durch Bebauung und Tourismus
- Störungen durch Erholungssuchende und Taucher
- Fischerei
- Unterseebohrungen (Erdgas- und Erdölgewinnung)
- Umweltverschmutzung (Industrie und Militär)
- Klimawandel und Extremwetterereignisse

Von 1920 bis 2020 ist die Population der Echten Karettschildkröte, laut Pro Wildlife, um insgesamt 80 Prozent zurückgegangen. Heute leben noch ungefähr 2.000 von ihnen.
Aufgrund ihres Fleisches, ihrer Eier und besonders wegen des Schildpatts wurden die Echten Karettschildkröten früher intensiv bejagt. Der Verzehr des Fleisches ist dabei für den Menschen keineswegs ungefährlich. Haben die Tiere zuvor giftige Meerestiere oder -pflanzen gefressen, kann das Fleisch der Karettschildkröte auch für den Menschen gefährlich sein. Für Indien sind mehr als 500 solcher Fälle dokumentiert, von denen 100 tödlich verliefen.